# Umarizal (kommun)
Umarizal är en kommun i Brasilien.   Den ligger i delstaten Rio Grande do Norte, i den östra delen av landet, 1 500 km nordost om huvudstaden Brasília. Antalet invånare är 10 669.
Följande samhällen finns i Umarizal:
- Umarizal

Omgivningarna runt Umarizal är huvudsakligen savann. Runt Umarizal är det ganska glesbefolkat, med 28 invånare per kvadratkilometer.